# Eleccions municipals de València de 1970
Les eleccions municipals de València de 1970 van ser unes eleccions municipals durant el règim franquista. Es van celebrar el 17 de novembre de 1970. En aquestes eleccions es van triar la renovació de la meitat dels regidors de la cambra municipal dels terços de respresentació familiar, sindical i corporatiu. La participació va ser del 55,8% del cens de caps de familia.
Degut a un recurs d'un candidat, aquestes eleccions van quedar anul·lades i es tornaren a repetir l'any següent.

## Sistema electoral
El sistema electoral durant el règim franquista, d'acord amb la llei de bases de règim local de 1945 va disposar que els regidors (concejales) havien de ser designats per terceres parts (tercios) d'aquesta manera:
1. Per elecció entre els veïns que fossin caps de família (pràcticament tots els homes, i també les dones vídues), cosa que va donar lloc al "terç familiar".
2. Per elecció del Sindicat Vertical del municipi, és a dir el "terç sindical".
3. Per elecció entre les entitats econòmiques, culturals i professionals del municipi, amb una llista de candidats que proposava el governador civil a l'ajuntament, cosa que seria el "terç d'entitats".

Finalment, l'alcalde era nomenat directament pel governador civil com a delegat seu al municipi, totalment al marge del sistema electoral descrit.

## Resultats
Els candidats electes per cada terç figuren en negreta.

### Regidors en representació del Terç Familiar[3]
| Candidats i vots                  |        |
| Luis Belenguer Salcedo            | 41.867 |
| Francisco Ripoll Rebollo          | 38.244 |
| Ramón José Pascual Lainosa        | 37.456 |
| José Luis Mayquez Noguera         | 34.635 |
| José Vicente Alamá Martí          | 26.880 |
| José Wieden Vila                  | 25.997 |
| Rafael Roca Coll                  | 23.913 |
| José Mas García                   | 18.077 |
| Daniel González Tregón            | 16.728 |
| Higinio Darío Pérez Arce-Ares     | 15.739 |
| María Josefa Valverde Martínez    | 15.333 |
| Francisco Chapa Montalvá          | 13.611 |
| Antonio Infer Aleixandre          | 11.104 |
| Juan Pons Trénor                  | 10.418 |
| José Mir Ballester                | 8.770  |
| Francisco Soriano Rodríguez       | 7.696  |
| Vicente Tatay García              | 5.660  |
| José María Lavalle Camacho        | 4.832  |
| Mario Torres París                | 4.313  |
| Jacinto Quincoces López de Arbina | 4.050  |

### Regidors en representació del Terç Sindical
| Candidats i vots         |     |
| Fernando García-Berlanga | ??? |
| Ricardo Masía            | ??? |
| Gonzalo Felipe Medrano   | ??? |
| Carlos Mañez Meliá       | ??? |

### Regidors en representació del Terç Corporatiu
| Candidats i vots         |     |
| José Esteban Novella     | ??? |
| Eduardo García Cordellat | ??? |
| Lorenzo Ferrer Figueras  | ??? |
| Antonio Soto Bisquert    | ??? |